# Spring Valley (Minnesota)
Spring Valley è una città degli Stati Uniti d'America, situata in Minnesota, nella Contea di Fillmore.